# Amalie Christiane Raben
Amalie Christiane Raben, gift Juel (4. august 1736 i København – 1. august 1803 på Juelsberg) var en dansk adelsdame, gift med Carl Juel og Gregers Christian Juel og mor til Hans Rudolph Juel.
Hun var datter af Christian Frederik Raben og Berte Scheel von Plessen. Hun var hofdame hos hos prinsesserne Vilhelmine Caroline og Louise og blev 1763 dame de l'union parfaite.
24. marts 1762 ægtede hun i Christiansborg Slotskirke gehejmeråd Carl Juel og 28. september 1770 ægtede hun på Valdemars Slot senere gehejmeråd Gregers Christian Juel.
Hun er begravet i Aunslev Kirke.